# إل جي أوبتيموس تشات
إل جي أوبتيموس شات (بالإنجليزية: LG Optimus Chat)‏ هو هاتف ذكي من إل جي أليكترونيكس يعمل بنظام أندرويد.

## الخصائص
- نظام التشغيل: أندرويد
- الكاميرا الخلفية: 3.15 ميجابكسل
- الشاشة: إل سي دي
- المعالج: 600 ميجا هرتز
- الذاكرة: 512 ميجابايت
- التخزين: 512 ميجابايت